# Buc (Yvelines)

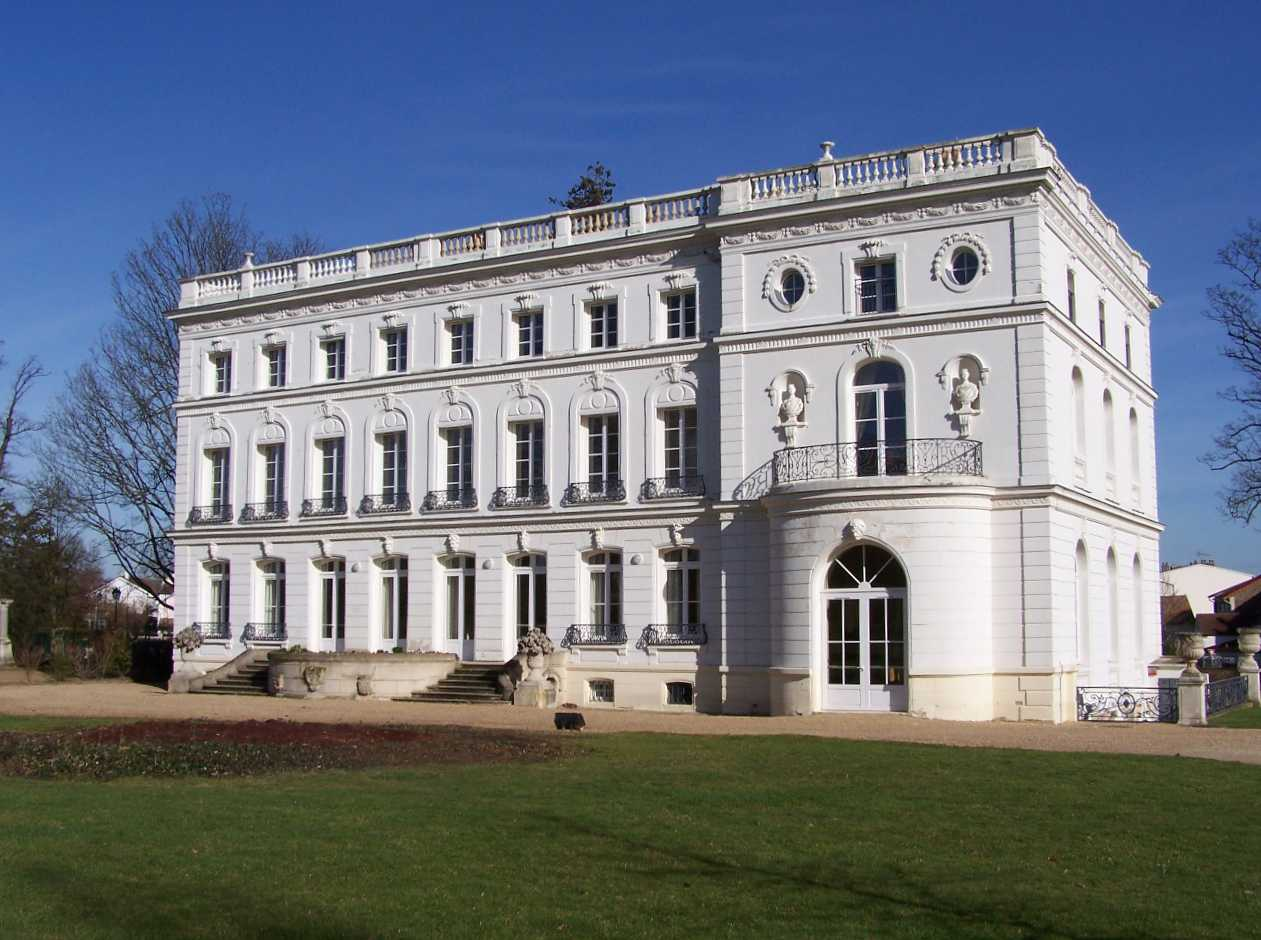
Fachada sul do palácio de Haut-Buc

Buc (Yvelines) é uma comuna francesa na região administrativa da Île-de-France, no departamento de Yvelines. A comuna possui 5 660 habitantes segundo o censo de 2014.